# برند مایلندر
برند مایلندر (به آلمانی: Bernd Mayländer) (متولد ۲۹می ۱۹۷۱وایبلینگن- آلمان) راننده مسابقه است.

## فعالیت در مسابقات
برند کار خود را در دههٔ هشتاد میلادی در مسابقات کارتینگ شروع کرد. در سال‌های بعدی او به فرمول فورد، جام پورشه کاررا و تور ارشد اتومبیل آلمان راه یافت. در سال ۲۰۰۰ برنده مسابقه ۲۴ ساعت نوربورگرینگ در پورشه ۹۱۱ جی‌تی۳ شد.او در مسابقات دی‌تی‌ام برای تیم مرسدس بنز رانندگی می‌کرد.

## راننده خودرو ایمن در فرمول یک
در سال ۲۰۱۰، مایلندر راننده خودرو ایمن در همهٔ مسابقات فرمول یک شد. در سالی که او بیش‌ترین رفت‌وآمد را در جایزه بزرگ استرالیا ۲۰۰۶ داشت و برندهٔ این مسابقه فرناندو آلونسو بود.

او از سال ۲۰۰۰ راننده خودرو ایمن در فرمول یک بوده‌است.
به جز جایزه بزرگ کانادا ۲۰۰۱ که به علت جراحت برداشتن، مارسل فسلر سوئیسی جایگزین او شد.

او همچنین با رانندگی در ۲۰ دور در بارندگی شدید در جایزه بزرگ ژاپن ۲۰۰۷ و ۲۶ دور در جایزه بزرگ کره ۲۰۱۰ کار قابل توجهی را انجام داد.

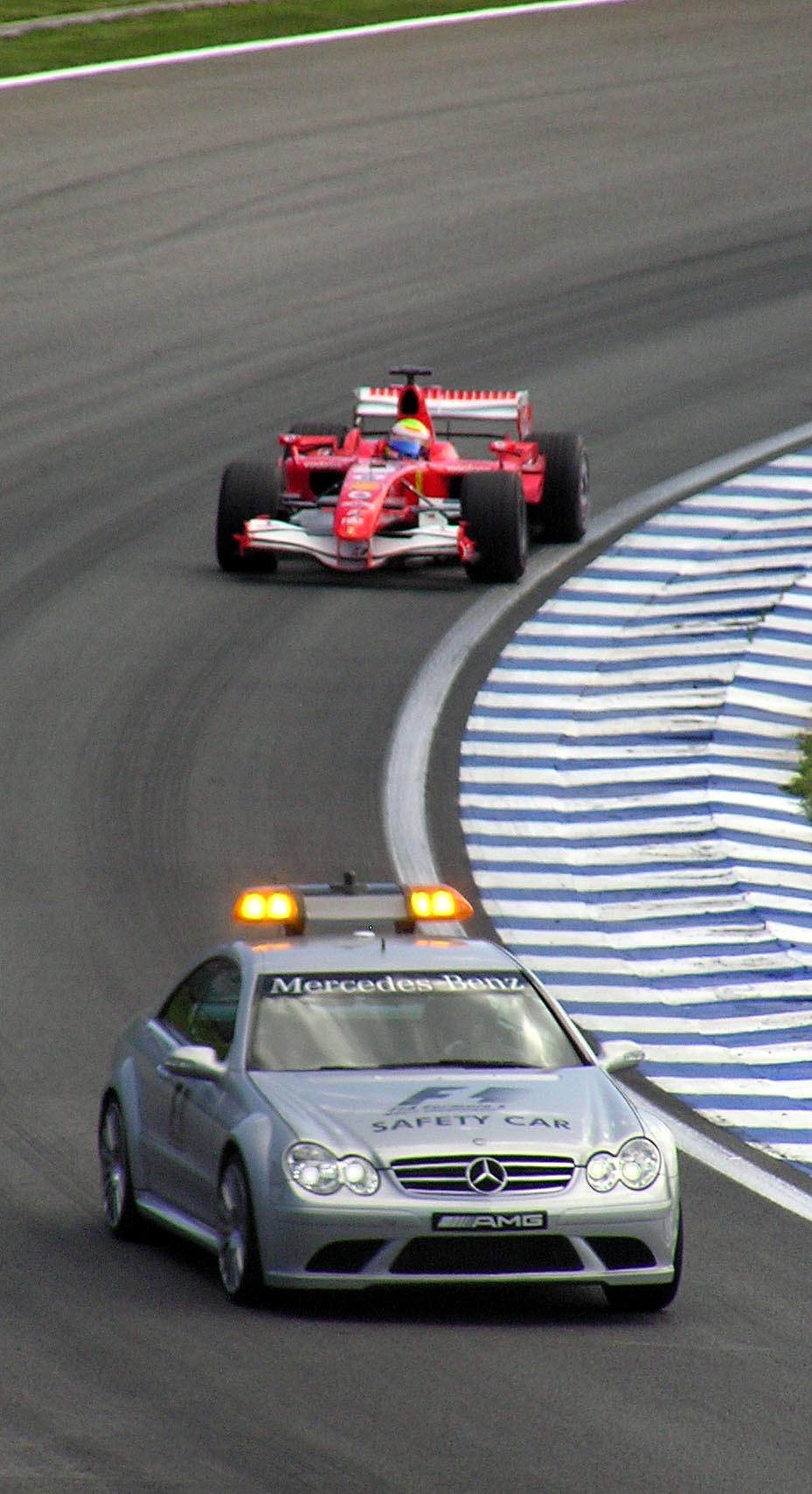
برند مایلندر راننده خودرو ایمن و فلیپه ماسا در مسابقه برزیل جی‌پی ۲۰۰۶